# Mellerst-Rotsjön
Mellerst-Rotsjön är en sjö i Bergs kommun i Härjedalen och ingår i Ljungans huvudavrinningsområde. Sjön har en area på 0,292 kvadratkilometer och ligger 596,2 meter över havet.

## Delavrinningsområde
Mellerst-Rotsjön ingår i det delavrinningsområde (697217-136797) som SMHI kallar för Utloppet av Mellerst-Rotsjön. Medelhöjden är 620 meter över havet och ytan är 1,82 kvadratkilometer. Det finns inga avrinningsområden uppströms utan avrinningsområdet är högsta punkten. Vattendraget som avvattnar avrinningsområdet har biflödesordning 3, vilket innebär att vattnet flödar genom totalt 3 vattendrag innan det når havet efter 321 kilometer. Avrinningsområdet består mestadels av skog (81 procent). Avrinningsområdet har 0,3 kvadratkilometer vattenytor vilket ger det en sjöprocent på 16,2 procent.